# Хагстрём, Юханна
Юханна Хагстрём (швед. Johanna Hagström; 27 марта 1998, Фальчёпинг, Швеция) — шведская лыжница, специализирующаяся на спринтерских дистанциях.

## Карьера
Юханна Хагстрём вошла в состав шведской команды на юношеские Олимпийские игры 2016 года, где стала второй в кроссе и одержала победу в спринтерской гонке. На юниорском чемпионате мира 2018 года в составе шведской команды стала бронзовым призёром в эстафете 4×3,33 км; два года спустя завоевала личную серебряную медаль в спринте среди девушек до 23 лет, уступив на финише своей соотечественнице Эмме Рибом.
Свою дебютную гонку в рамках Кубка мира Юханна провела в январе 2017 года — в гонке на 10 км свободным стилем на домашнем этапе в Ульрисехамне она финишировала лишь 59-й. Свои первые кубковые очки спортсменка набрала в сезоне 2018/2019 в итальянском местечке Конь — впервые пробившись в финал спринтерских соревнований, она финишировала третьей.
В феврале 2021 года, за две недели до дебютного для себя чемпионата мира, в спринте на этапе Кубка мира в Ульрисехамне Хагстрём показала свой лучший результат в карьере, уступив в финале лишь соотечественнице Мае Дальквист. На первенстве планеты в немецком Оберстдорфе Хагстрём с лучшим временем квалифицировалась в основную сетку спринтерских соревнований, однако в решающем забеге остановилась в шаге от медали, финишировав четвёртой.

## Результаты

### Чемпионаты мира по лыжным видам спорта
| Чемпионат мира  | Спринт | Командный спринт | 10 км | 7.5+7.5 км | 30 км | Эстафета |
| --------------- | ------ | ---------------- | ----- | ---------- | ----- | -------- |
| 2021 Оберстдорф | 4      | —                | —     | —          | —     | —        |

### Кубок Мира

#### Результаты сезонов
| Сезон | Возраст |             |           |        |     | Зачёты туров   | Зачёты туров | Зачёты туров | Зачёты туров     |
| Сезон | Возраст | Общий зачёт | Дистанция | Спринт | U23 | Nordic Opening | Тур де Ски   | Ски Тур 2020 | Финал Кубка Мира |
| ----- | ------- | ----------- | --------- | ------ | --- | -------------- | ------------ | ------------ | ---------------- |
| 2017  | 18      | н/п         | н/п       | —      | н/п | —              | —            | н/д          | —                |
| 2018  | 19      | н/п         | н/п       | н/п    | н/п | —              | —            | н/д          | 58               |
| 2019  | 20      | 55          | н/п       | 29     | 8   | —              | —            | н/д          | —                |
| 2020  | 21      | 51          | н/п       | 28     | 9   | —              | —            | —            | н/д              |
| 2021  | 22      | 37          | 61        | 13     | 6   | —              | —            | н/д          | н/д              |
| 2022  | 23      | 19          | н/п       | 6      | н/д | н/д            | 43           | н/д          | н/д              |

#### Подиумы
- 5 подиумов

| #. | Сезон   | Дата            | Место проведения     | Гонка            | Место |
| -- | ------- | --------------- | -------------------- | ---------------- | ----- |
| 1  | 2018/19 | 16 февраля 2019 | Конь, Италия         | 1,6 км Спринт СС | 3     |
| 2  | 2020/21 | 6 февраля 2021  | Ульрисехамн, Швеция  | 1,6 км Спринт СС | 2     |
| 3  | 2021/22 | 26 ноября 2021  | Рука, Финляндия      | 1,4 км Спринт КС | 2     |
| 4  | 2021/22 | 1 января 2022   | Оберстдорф, Германия | 1,3 км Спринт КС | 2     |
| 5  | 2022/23 | 26 ноября 2021  | Рука, Финляндия      | 1,4 км Спринт КС | 2     |